# Kémkölykök (film)
A Kémkölykök (eredeti címe: Spy Kids, stilizált alakja: SPY kids) 2001-ben bemutatott amerikai kém-akció-kaland-vígjáték, amelyet Robert Rodríguez rendezett. A főszerepben Antonio Banderas, Carla Gugino, Alan Cumming, Teri Hatcher, Cheech Marin, Danny Trejo, Robert Patrick, Tony Shalhoub, Alexa Vega, Daryl Sabara és Mike Judge látható. A Kémkölykök-filmsorozat első része. Amerikában 2001. március 30.-án mutatták be. Világszerte 147 millió dolláros bevételt hozott, és 93%-os értékeléssel rendelkezik a Rotten Tomatoes honlapján. A siker hatására három folytatás is készült: Kémkölykök 2. – Az álmok szigete (2002), Kémkölykök 3-D – Game Over (2003) és Kémkölykök 4D: A világ minden ideje (2011).

## Cselekmény
Gregorio és Ingrid titkosügynökök szerelmesek lesznek egymásba, és elhatározzák, hogy családot alapítanak. Később azonban rejtélyes módon eltűnnek, így az egyetlenek, akik megmenthetik őket, a gyerekeik.

## Szereplők
| Karakter                | Színész            | Szinkronhang         |
| ----------------------- | ------------------ | -------------------- |
| Gregorio Cortez         | Antonio Banderas   | Selmeczi Roland      |
| Ingrid Cortez           | Carla Gugino       | Györgyi Anna         |
| Carmen Cortez           | Alexa PenaVega     | Bogdányi Titanilla   |
| Juni Cortez             | Daryl Sabara       | Czető Roland         |
| Fegan Floop             | Alan Cumming       | Crespo Rodrigo       |
| Alexander Minion        | Tony Shalhoub      | Cs. Németh Lajos     |
| Ms. Gradenko            | Teri Hatcher       | Tóth Auguszta        |
| Felix Gumm              | Cheech Marin       | Várkonyi András      |
| Mr. Lisp                | Robert Patrick     | Rosta Sándor         |
| Isador "Machete" Cortez | Danny Trejo        | Varga Tamás          |
| Donnagon                | Mike Judge         | Kapácsy Miklós       |
| Donnamight              | Mike Judge         | Szokol Péter         |
| Cool Spy                | Richard Linklater  |                      |
| Pastor                  | Guillermo Navarro  |                      |
| Johnny Robot ügynök     | Johnny Reno        |                      |
| Filkó (Flower)          | Shannon Shea       | Katona Zoltán        |
| Filkó (Tall & Skinny)   | Norman Cabrera     | Szokol Péter         |
| Filkó (Too Too)         | Trant Batey        | Kapácsy Miklós       |
| Brat                    | Andy W. Bossley    |                      |
| Brat apja               | Jeffrey J. Dashnaw |                      |
| Carmen barátnője        | Kara Slack         | Lamboni Anna         |
| Taxis                   | Ermahn Ospina      |                      |
| Bemondónő               | Angela Lanza       | Víg Erika            |
| Devlin                  | George Clooney     | Szabó Sipos Barnabás |

## Fogadtatás
A Rotten Tomatoes honlapján 93%-ot ért el 129 kritika alapján, és 7.2 pontot szerzett a tízből. A Metacritic oldalán 71 pontot szerzett a százból, 27 kritika alapján.
Roger Ebert három és fél csillaggal értékelte a négyből, illetve "kincsnek" nevezte. Mick LaSalle, a San Francisco Chronicle kritikusa szerint a film "szórakoztató és nem sért senkit, ami ritkaságnak számít a gyerekfilmek világában."